# Ribagnac

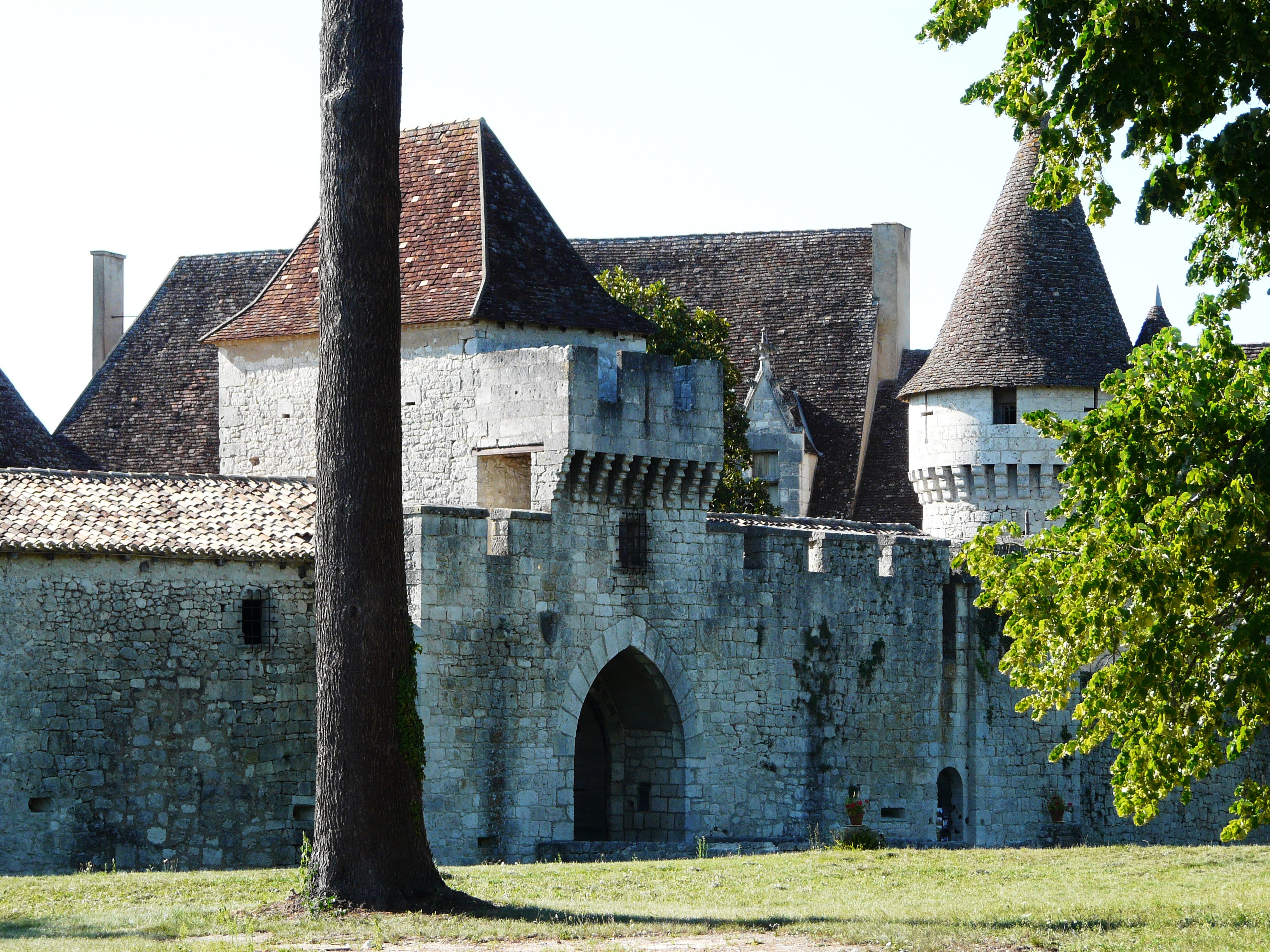
Kasteel

Ribagnac is een gemeente in het Franse departement Dordogne (regio Nouvelle-Aquitaine) en telt 314 inwoners (2008). De plaats maakt deel uit van het arrondissement Bergerac.

## Geografie
De oppervlakte van Ribagnac bedraagt 11,6 km², de bevolkingsdichtheid is 25,1 inwoners per km².
De onderstaande kaart toont de ligging van Ribagnac met de belangrijkste infrastructuur en aangrenzende gemeenten.

## Demografie
Onderstaande figuur toont het verloop van het inwonertal (bron: INSEE-tellingen).